# Hem (roman)
Hem, originaltitel: Home, är en roman av den amerikanska litteraturpristagaren Toni Morrison. Den handlar om den 24-årige Koreakrigsveteranen Frank Money och hans resa hem genom ett segregerat hemland, ett år efter att ha skrivits ut från armen.
Boken sändes i Sveriges Radio i programmet Radioföljetongen, uppdelad i tretton delar mellan 23 februari och 11 mars 2015, uppläst av Angela Kovács och
Mathias Litner.